# Вестензе
Вестензе (нем. Westensee) — коммуна в Германии, в земле Шлезвиг-Гольштейн.
Входит в состав района Рендсбург-Экернфёрде. Подчиняется управлению Ахтервер. Население составляет 1582 человека (на 31 декабря 2010 года). Занимает площадь 40,47 км².